# (8244) Mikolaichuk
(8244) Mikolaichuk (1975 TO2) – planetoida z pasa głównego asteroid okrążająca Słońce w ciągu 3,6 lat w średniej odległości 2,35 au. Odkryta 3 października 1975 roku.